# 児童雑誌
児童雑誌（じどうざっし）は、児童を対象とした逐次刊行物。幼児から10代前半までの児童を主な対象に、就学前教育や科学教育などの教育目的や娯楽目的のために刊行される。年齢や性別によって細分化された雑誌が刊行される傾向にあるほか、漫画を主体としたものは、漫画雑誌（幼年漫画）に区分されることもある。

## 歴史
17世紀以降、児童向けの読み物として教育目的の絵本や童話の創作が広まり、18世紀に入ると、イギリスで最初の児童書といわれる『小さなかわいいポケットブック』が1744年に出版され、1751年には最初の児童雑誌といわれる『The Lilliputian Magazine』が生まれる。18世紀後半に産業革命が起きると、ヨーロッパの都市部では週単位・月単位で賃金を受ける賃金労働者が増加し、これに伴って賃金の支給間隔と同様の月刊・週刊での逐次刊行物を出版していく環境も整い、児童雑誌の創刊も相次いでいく。
19世紀に入ると、初等教育の普及とともに識字層・児童雑誌の読者となる児童も増え、イギリスで1879年に『The Boys Own Paper』、日本でも1888年に『少年園』などが創刊される。この時期は児童文学の開花期ともいわれており、イギリスの『Young Folks』で『宝島』、フランスの『ル・マガザン・デデュセシオン・エ・ドゥ・レクレアシオン』で『海底二万里』など、児童向けの冒険小説や科学小説が連載された。
日本では、19世紀末から20世紀初頭にかけて幼児雑誌、少年雑誌、少女雑誌と年齢や性別による細分化も進むとともに、漫画の掲載など娯楽雑誌としての性格を強めていく。鈴木三重吉が1918年に『赤い鳥』を創刊するなど、芸術指向の児童文学・児童雑誌を広める運動も行われたが、短命に終わった。20世紀後半に入ると、娯楽雑誌誌としての児童雑誌と漫画雑誌の境界は曖昧になっていく。

## 日本の児童雑誌
江戸時代からの黄表紙・赤本にも児童向けといえるものがあったが、近代的な逐次刊行物としての児童雑誌が誕生するのは明治以降であり、1877年に『學庭拾芳録』と『頴才新誌』の二誌が創刊される。この二誌は、読者である児童からの投稿文を中心としたものであり、尾崎紅葉や田山花袋といった明治の文豪たちが10代の頃に投稿した作品も掲載されている。
1872年の学制発布、1886年の学校令制定を経て義務教育制度が整備されていくに伴い、児童雑誌の需要も増え、1888年に伝記や小説も誌面に加えた日本初の総合的児童雑誌といわれる『少年園』が創刊される。
1895年には『少年世界』、また、同誌内に設けられた少女向けコーナーを発展させる形で1906年に『少女世界』が博文館から創刊される。『少年世界』と『少女世界』を追うように、1914年創刊の『少年倶楽部』、1923年創刊の『少女倶楽部』と競合誌も増えていき、少年雑誌と少女雑誌の分化も進んでいく。また、誠文堂新光社が1924年に創刊した『子供の科学』など、専門分野に特化した児童雑誌も現れる。とりわけ『少年倶楽部』は漫画の掲載やペーパークラフトの付録をなど、娯楽性を高めることで人気を得ていき、以降、日本の児童雑誌は娯楽目的を中心に発達し、第二次世界大戦後は漫画雑誌と接近していく。1950年代から1960年代にかけて誌面の大半が漫画で占められる児童雑誌が増え、少年漫画雑誌・少女漫画雑誌の発展につながっていく。
一方、児童雑誌の娯楽化が進むことに反発するように「良心的児童雑誌」を求める動きも現れ、1918年創刊の『赤い鳥』、1919年創刊の『金の船』、1922年創刊の『コドモノクニ』など芸術性の高い児童文学を中心とした児童雑誌も誕生し、新実南吉や野口雨情といった児童文学作家・童謡作家を輩出した。多くの雑誌は短命に終わったが、フレーベル館が1927年に創刊した『キンダーブック』など幼児雑誌として現代まで刊行が続いているものもある。
2025年時点の国立国会図書館分類表では、「大衆娯楽誌・児童誌等」の下位区分として請求記号が振られており、『ちゃぐりん』や『Cobalt』のように読み物を中心とした雑誌から、『月刊コロコロコミック』などの漫画雑誌、『ニコラ』のようなファッション雑誌も児童誌に分類されている。

## 欧米の児童雑誌
1751年にイギリスで最初の児童雑誌といわれる『The Lilliputian Magazine』が生まれ、1782年にはドイツで『子どもの友』が創刊されるなど、18世紀から成人向け一般誌と児童雑誌の分離が始まった。18世紀から19世紀初頭にかけて創刊された児童雑誌は教育目的を前面に出したものも多かったが、19世紀半ばになると冒険と科学を題材にした小説を掲載する雑誌が増え、ロバート・ルイス・スティーヴンソンやジュール・ヴェルヌなどが活躍していく。
1872年にはアメリカで『セント・ニコラス』が創刊、連載形式で児童文学作品を発表していき、マーク・トウェインを輩出するなどアメリカ文壇にも影響を与えていく。セント・ニコラスは1943年に休刊するが、1973年には同誌の伝統を受け継いだ『CRICKET』が創刊する。
20世紀後半には、『ナショナルジオグラフィック』の児童向けとして1975年に『ナショナルジオグラフィックキッズ』、『TIME』の児童向けとして1995年に『TIME for Kids』が創刊している。

## その他の地域の児童雑誌
中国では、1910年代の文学革命の動きを受け、1921年に『児童世界』、1922年に『小朋友』が創刊している。また、日本統治下の朝鮮半島で1923年に『オリニ』が創刊している。
インドでは、児童書や児童雑誌を低廉な価格で発行していくために政府主導でチルドレン・ブックトラストという出版機関を設立し、1968年から『チルドレンズ・ワールド』という児童雑誌を発行している。